# Sweat (film, 2020)
Pour les articles homonymes, voir Sweat.
Pour plus de détails, voir Fiche technique et Distribution.
Sweat est un drame polono-suédois de 2020 écrit et réalisé par Magnus von Horn. Il met en scène Magdalena Kolesnik, Julian Swiezewski, Aleksandra Konieczna et Zbigniew Zamachowski.

## Synopsis
Sylvia Zajac, une influenceuse sportive, proposant sur les réseaux sociaux des séances de motivation au fitness, et y mettant en scène sa propre vie, entourée d'admirateurs, souffre pour autant de ne plus avoir une véritable intimité. Elle s'aperçoit qu’elle est suivie par un inconnu, installé en permanence dans un véhicule garé devant chez elle, et qu’elle voit se masturber, alors qu’elle tente d’obtenir de lui, un matin, des explications sur sa présence continuelle,,.

## Fiche technique
- Titre : Sweat
- Réalisation : Magnus von Horn
- Scénario : Magnus von Horn
- Musique : Piotr Kurek
- Sociétés de production : Lava Film
Zentropa
Film i Väst
Canal+
Opus Film
DI Factory
- Société de distribution : Gutek Film [pl]
New Europe Film Sales [pl]
ARP Sélection [fr]
First Hand Films [ch/de]
- Pays d'origine :  Pologne -  Suède
- Langues originales : Polonais
- Format : couleur
- Genre : drame
- Durée : 1h46
- Sortie : 2020

## Distribution
- Magdalena Koleśnik : Sylvia Zajac
- Julian Swiezewski : Klaudiusz
- Aleksandra Konieczna : Basia
- Zbigniew Zamachowski : Fryderyk
- Tomasz Orpinski : Rysiek
- Lech Lotocki : Andrzej
- Magdalena Kuta : Danuta
- Dominika Biernat : Wiktoria
- Katarzyna Dziurska : Kasia
- Wiktoria Filus : Zosia
- Bartosz Sak : Kacper
- Edgar Griszczuk : Eryk
- Dorota Zieciowska : Italo Disco Star
- Katarzyna Cynke : Marieta
- Ania : Bogna Defecinska

## Sortie
La première mondiale du film devait avoir lieu au Festival de Cannes en mai 2020, mais ce festival a été annulé en raison de la pandémie de Covid-19. En juillet 2020, il est annoncé que Gutek Film, TriArt et Mubi acquièrent les droits de distribution du film en Pologne, en Suède et aux États-Unis,. En France, la sortie se fait en salles mi-juin 2022.

## Réception
Sweat détient une note d'approbation de 98 % sur le site d'agrégation de critiques Rotten Tomatoes, sur la base de 48 critiques, avec une note moyenne de 7,5/10. Le consensus critique du site est le suivant : « Bien interprété et d'une beauté appropriée, Sweat jette un regard réfléchi et empathique sur la célébrité des médias sociaux ». Il remporte également  le Gold Hugo au Festival international du film de Chicago.
La critique française a également bien accueilli ce film, percevant dans le rôle principal une figure de la jeunesse du début du XXIe siècle et des destins solitaires associés paradoxalement aux réseaux sociaux, et saluant la performance de l'actrice qui fait vivre et rend intéressante la détresse de cette influenceuse sportive,,